# 鈍感力
『鈍感力』（どんかんりょく）は作家の渡辺淳一のエッセイである。

## 概要
2005年7月号から2006年11月号まで「PLAYBOY日本版」に連載され、2007年に集英社より単行本として刊行された。大事を成すには日々の小事に心を煩わせないおおらかさが必要という想いを「鈍感力」と表現したもので、小泉純一郎が当時の首相安倍晋三を励ます際に用いた言葉として話題となった。
2007年、「2007ユーキャン新語・流行語大賞」のベストテンに入賞した。

## 朗読オーディオブック
- 2012年12月、俳優の小泉孝太郎（小泉純一郎の長男）による朗読オーディオブックが発売された。（作品紹介ページ）